# Ospedale Sant'Anna
L'ospedale Sant'Anna è il principale ospedale della provincia di Como. Originariamente situato entro i confini della città di Como, nel 2010 fu spostato nel comune San Fermo della Battaglia, in via Ravona n. 20.
È il principale presidio ospedaliero dell'ASST Lariana.

## Storia

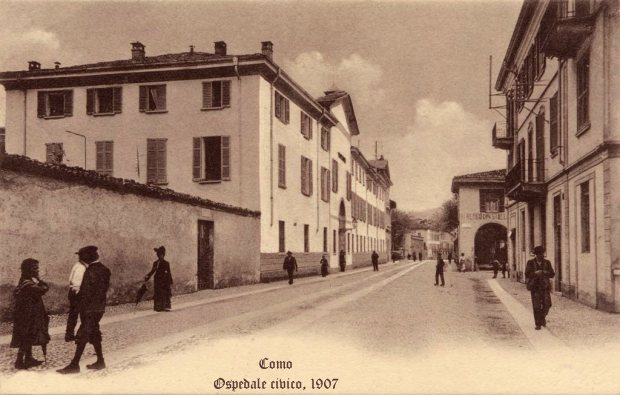
La facciata dell'ospedale Sant'Anna (ora sede del Conservatorio di Como) come si presentava nel 1907

### Le origini
L'ospedale grande dedicato a sant'Anna nacque nel 1468 su iniziativa del beato Michele Carcano e su committenza del vescovo Branda Castiglioni, allo scopo di riunire in un'unica struttura assistenziale numerosi piccoli ospedaletti ed opere pie medievali sparsi per la città:
- Lo spedale di san Lazzaro de' lebbrosi[5];
- lo spedale di san Bartolomeo[6];
- lo spedale di san Biagio[7] (situato nel quartiere di Porta Torre, alle spalle dell'allora chiesa di San Francesco[1]);
- lo spedale de' poveri di san Leonardo[8] (situato non lontano dalla porta Nuova, ricovero che comprendeva un'abitazione, un portico e una chiesa[9]);
- lo spedale di san Giorgio in Borgovico[10];
- lo spedale di san Pantaleone[11] (fondato nel 1323 al fine di ospitare i pellegrini diretti a Roma);
- lo spedale di santa Maria della Cosia[12] (detto anche di Santa Maria Nuova in Borgo Vico);
- lo spedale di santa Maddalena alla Colombetta[13] (il cui nome era legato a una piccola colomba ricamata sulla veste del ministro laico che gestiva un ricovero[14] situato entro i confini della parrocchia facente riferimento alla chiesa di Sant'Eusebio);
- lo spedale di san Gottardo[15] (localizzato fuori dal cosiddetto "Portello",[16] ossia la porta cittadina alle spalle del Duomo);
- lo spedale de' poveri di sant'Antonio, san Tommaso e san Silvestro[17] (situato nei pressi della ex-chiesa di Sant'Antonio); e
- lo spedale di san Martino di Zezio[18].

Papa Paolo II, nel 1468, concesse che le sostanze di questi istituti venissero fondate per la costruzione del nuovo ospedale, la prima pietra del quale venne posta nel 1482. Al termine dei lavori, l'ospedale si presentava con una pianta a "T" e quattro cortili.
Papa Sisto IV, con una bolla del 1483, pose le condizioni per l'inizio delle attività del nuovo ospedale, destinato alla cura degli infermi, dei pellegrini, dei poveri e dei fanciulli esposti. Nonostante le intenzioni iniziali del vescovo Branda Castiglioni, nel nuovo ospedale, che divenne operativo nel 1485, confluirono solo le strutture che, nell'elenco di cui sopra, sono evidenziate in grassetto. Successivamente all'accorpamento di queste strutture, il Sant'Anna concesse in affitto gli spazi del San Leonardo ad alcuni collaboratori di Gerolamo Emiliani, che vi impiantarono un orfanotrofio maschile.
Nel 1496 fu la volta dell'aggregazione dell'ospedale di San Gottardo, accorpato al Sant'Anna per ordine di papa Alessandro VI. Gli spazi del San Gottardo vennero successivamente presi in affitto da Gerolamo Emiliani e dai padri somaschi suoi successori: nel 1536 vi trasferirono l'orfanotrofio maschile, che restò attivo in questo luogo per un decennio.
Dal 1516 la giurisdizione dell'Ospedale Sant'Anna si estese al lazzaretto di San Clemente, fatto erigere dal comune di Como in corrispondenza dell'attuale villa Geno.
Attorno alla metà del XVI secolo, con la chiusura delle strutture di accoglienza di San Gottardo e della Colombetta, gli orfanelli seguiti dai somaschi vennero trasferiti al Sant'Anna, che venne dotato di una cosiddetta "ruota degli esposti". Il potenziamento del servizio di accoglienza degli orfanelli proseguì nel corso del XIX secolo, quando la pianta dell'ospedale venne ampliata tramite la costruzione di un quarto braccio.
Nel 1855 il vescovo Romanò affidò l'Ospedale Sant'Anna alle suore della carità dette di Maria bambina, che vi resteranno per 153 anni fino al 2008.
Del complesso dell'originario Ospedale Sant'Anna, ubicato nello stabile ora sede del Conservatorio G. Verdi, sopravvivono ancora oggi parte del chiostro minore e la chiesetta, la quale conserva alcuni affreschi eseguiti nel 1609 dai pittori Carpano.

### Il trasloco a Camerlata
Nel 1932 l'ospedale venne trasferito nella sede di via Napoleona a Camerlata, appositamente costruita su terreno donato dalla benefattrice Teresa Rimoldi, dopo 7 anni di lavori e dopo 23 anni dalla delibera di trasferimento della sede, deciso in virtù della necessità di spazi più ampi.
Il complesso era costituito da dodici padiglioni, suddivisi informalmente in reparti specializzati dall'allora primario Renzo Pecco. Negli anni sessanta vennero aggiunti la centrale termica e la scuola infermieri. Infine le nuove esigenze imposero la costruzione tra il 1965 e il 1975 del grande monoblocco centrale a sette piani, sul luogo e dopo la demolizione della chiesa e dell'esedra con fontana antistante. Altre aggiunte di minore rilevanza vennero effettuate negli anni seguenti.

### Lo spostamento a San Fermo della Battaglia
Il 3 ottobre 2010 è iniziata l'attività operativa del nuovo presidio ospedaliero centrale nel comune di San Fermo della Battaglia. La nuova struttura è costata 260 milioni di euro, i lavori sono stati eseguiti dall'impresa edile milanese GDM Costruzioni.
I posti letto passano dai 766 della vecchia struttura a circa 650. Nella struttura in Como di via Napoleona vengono lasciati alcuni servizi ambulatoriali e diagnostici e simili, oltre alla sede legale dell'azienda.